# Іван Уртадо
Іван Хасінто Уртадо Ангуло (ісп. Iván Jacinto Hurtado Angulo, нар. 16 серпня 1974, Есмеральдас, Еквадор) — еквадорський футболіст, що грав на позиції захисника. Виступав за національну збірну Еквадору, за яку провів 168 матчів, що є найбільшою кількістю серед футболістів-чоловіків у Південній Америці та шостим показником у світі.

## Клубна кар'єра
У дорослому футболі дебютував 1990 року виступами за команду клубу «Есмеральдас».
Своєю грою за цю команду привернув увагу представників тренерського штабу клубу «Емелек», до складу якого приєднався 1991 року. Відіграв за гуаякільську команду наступні три сезони своєї ігрової кар'єри. Більшість часу, проведеного у складі «Емелека», був основним гравцем захисту команди.
Згодом з 1994 по 2011 рік грав у складі команд клубів «Атлетіко Селая», «УАНЛ Тигрес», «Емелек», «Ла-П'єдад», «Барселона» (Гуаякіль), «Реал Мурсія», «Пачука», «Аль-Арабі», «Аль-Аглі», «Атлетіко Насьйональ», «Мільйонаріос» та «Депортіво Кіто».
Завершив професійну ігрову кар'єру у клубі «Гресія», за команду якого виступав протягом 2012 року.

## Виступи за збірні
1992 року дебютував в офіційних матчах у складі національної збірної Еквадору. Протягом кар'єри у національній команді, яка тривала 23 роки, провів у формі головної команди країни 168 матчів, забивши 5 голів.
У складі збірної був учасником розіграшу Кубка Америки 1993 року в Еквадорі, розіграшу Кубка Америки 1995 року в Уругваї, розіграшу Кубка Америки 1999 року у Парагваї, розіграшу Кубка Америки 2001 року в Колумбії, розіграшу Золотого кубка КОНКАКАФ 2002 року у США, чемпіонату світу 2002 року в Японії та Південній Кореї, розіграшу Кубка Америки 2004 року у Перу, чемпіонату світу 2006 року в Німеччині, розіграшу Кубка Америки 2007 року у Венесуелі.